# Pontocypris mytiloides
Pontocypris mytiloides är en kräftdjursart som först beskrevs av Norman 1862.  Pontocypris mytiloides ingår i släktet Pontocypris och familjen Pontocyprididae. Arten har ej påträffats i Sverige. Inga underarter finns listade i Catalogue of Life.